# Nekropolia w Bougon

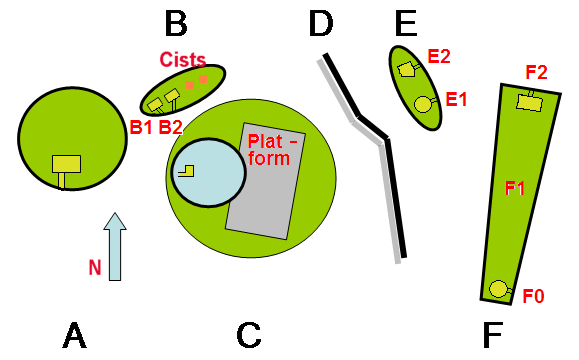
Usytuowanie obiektów na stanowisku

Nekropolia w Bougon – megalityczne cmentarzysko znajdujące się w departamencie Deux-Sèvres we francuskim regionie Poitou. Składa się z pięciu kurhanów, wzniesionych i następnie rozbudowywanych w różnych okresach między V a III tysiącleciem p.n.e. Pierwsze prace na stanowisku przeprowadził w 1840 roku Charles Arnault. Od 1960 roku posiada status monument historique, w kategorii classé (zabytek o znaczeniu krajowym).
Kurhan A pochodzi z początku IV tysiąclecia p.n.e. Pod nasypem o obwodzie 40 m znajduje się komora grobowa o wymiarach 7,8×5 m i 2,25 m wysokości, przykryta wspartym na dwóch filarach kamiennym sklepieniem o wadze 90 ton. Wewnątrz odnaleziono 200 ludzkich szkieletów oraz wyposażenie grobowe w postaci ceramiki oraz wyrobów kościanych i kamiennych. Około tysiąclecia po wybudowaniu kurhan został otwarty przez ludność innej kultury, która ponownie wykorzystała go do pochówku swoich zmarłych.
Kurhan B ma postać zorientowanego wzdłuż osi wschód-zachód nasypu o długości 36 i szerokości 8 metrów oraz wysokości 1 metra. W jego zachodniej stronie znajdują się dwie niewielkie komory grobowe z początku IV tys. p.n.e. W stronie wschodniej odkryto natomiast w 1978 roku puste groby skrzynkowe. 
Pochodzący z IV tysiąclecia kurhan C powstawał w trzech oddzielnych fazach. W fazie pierwszej powstał nasyp o wysokości 4 i obwodzie 24 metrów, pod którym ukryto komorę grobową z czterema pochówkami szkieletowymi i wyposażeniem w postaci ceramiki. W fazie drugiej do kurhanu dobudowana została ogrodzona kamiennym murem prostokątna platforma o wymiarach 40×20 m, pod którą odnaleziono trzy podwójne pochówki dziecka i dorosłego. W ostatniej fazie kurhan oraz platforma zostały przykryte kolejnym kurhanem o obwodzie 57 metrów.
Literą D oznaczono zagadkowy kamienny mur o długości 35 metrów, biegnący z północy na wschód i oddzielający kurhany A, B, C od kurhanów E i F. Datowany metodą radiowęglową na 4720 p.n.e. kurhan E ma postać owalnego nasypu o długości 22 i szerokości 10 m. W znajdujących się w jego wnętrzu dwóch komorach grobowych odnalezione zostały liczne narzędzia.
Kurhan F jest największym i najstarszym z całego kompleksu. Pochodzący z połowy V tysiąclecia p.n.e. ma postać trapezowatego nasypu o długości 72 i szerokości między 12 a 16 metra. W jego południowej części znajduje się stożkowaty nasyp, pod którym znaleziono szczątki ludzkie oraz wyroby kościane. W północnej części kurhanu znajduje pochodząca z IV tysiąclecia p.n.e. komnata grobowa o wymiarach 5×2 metra, przykryta głazem o wadze 32 ton, w której znaleziono fragmenty ceramiki i narzędzia z kości.

## Galeria

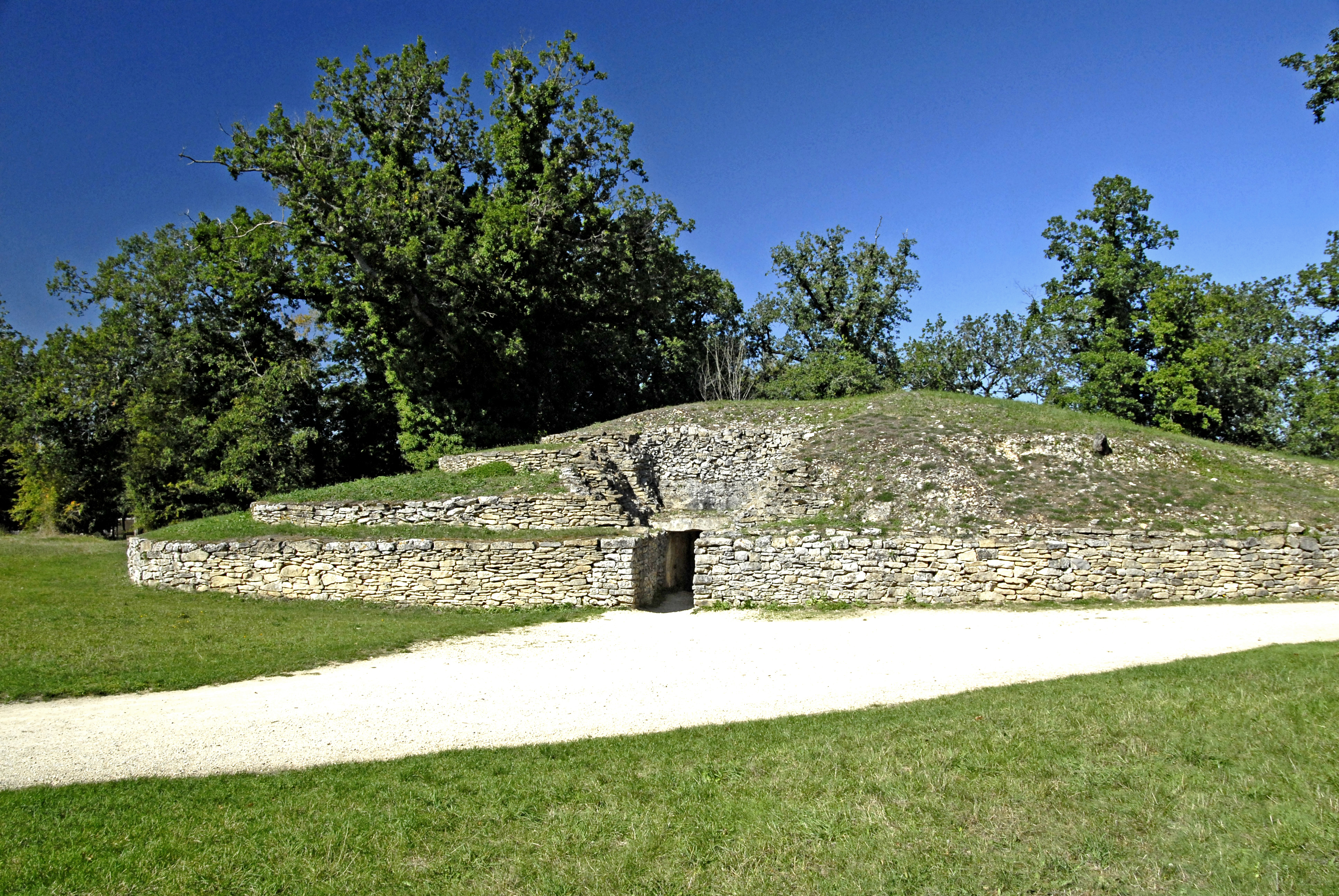
Kurhan A
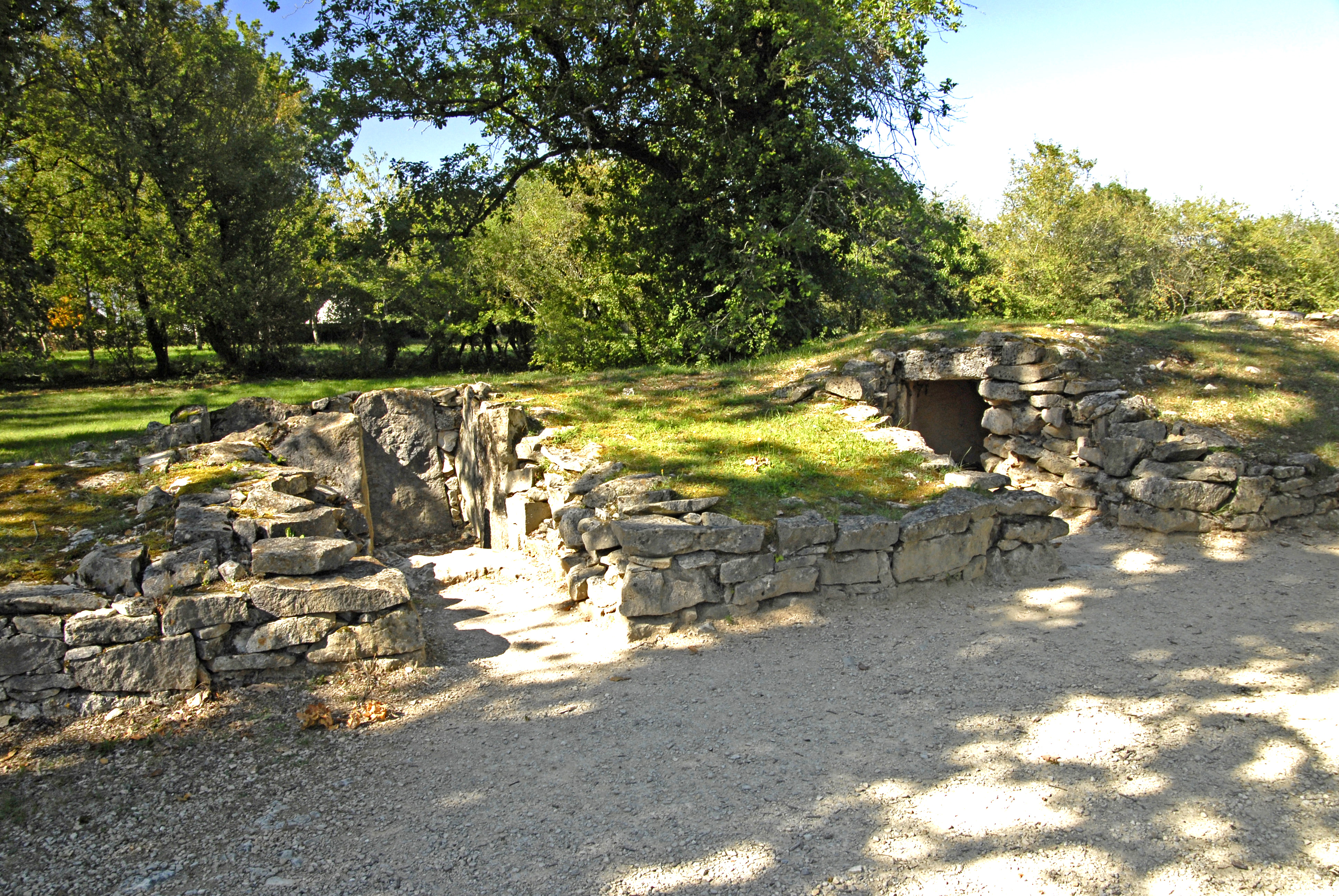
Kurhan B
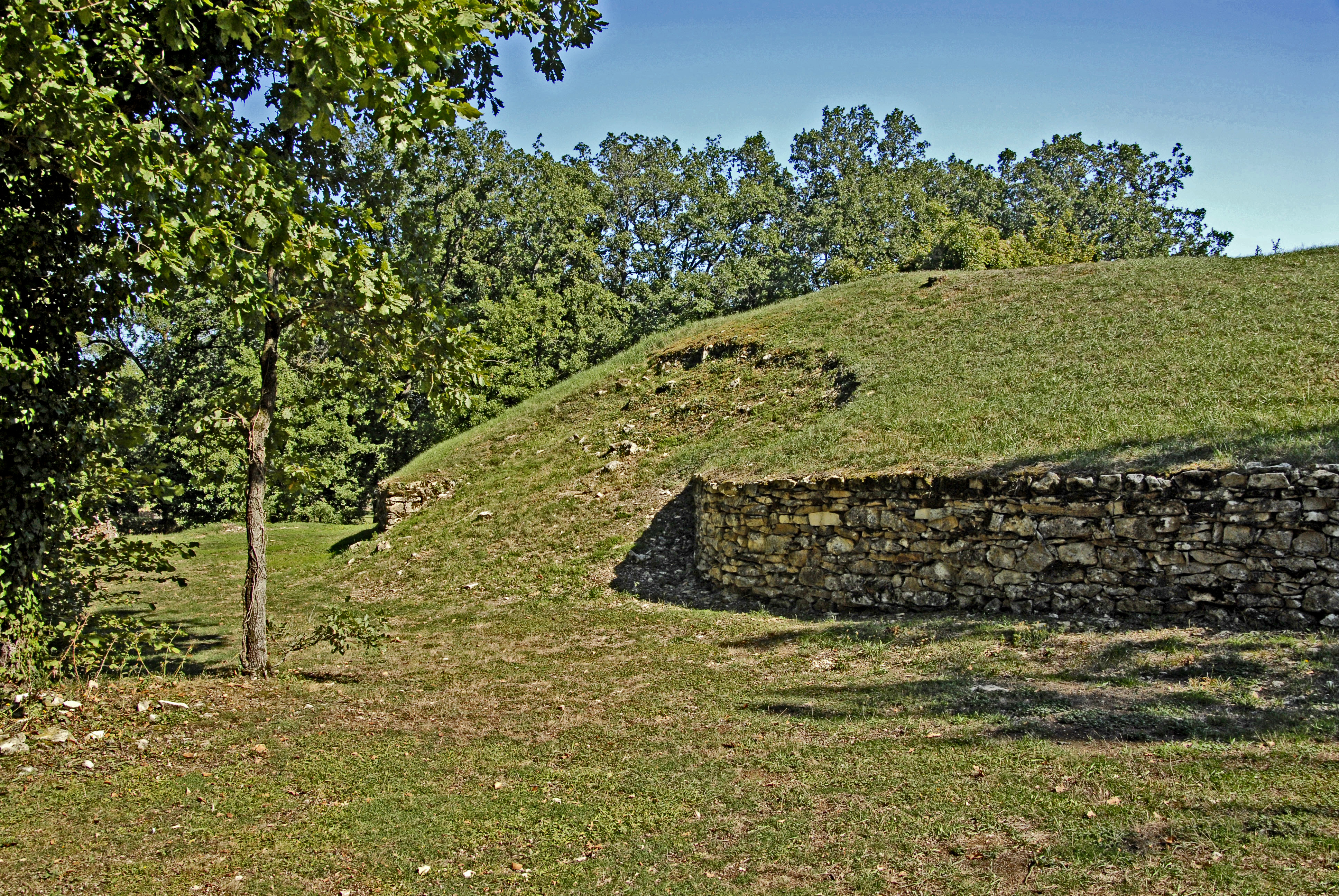
Kurhan C
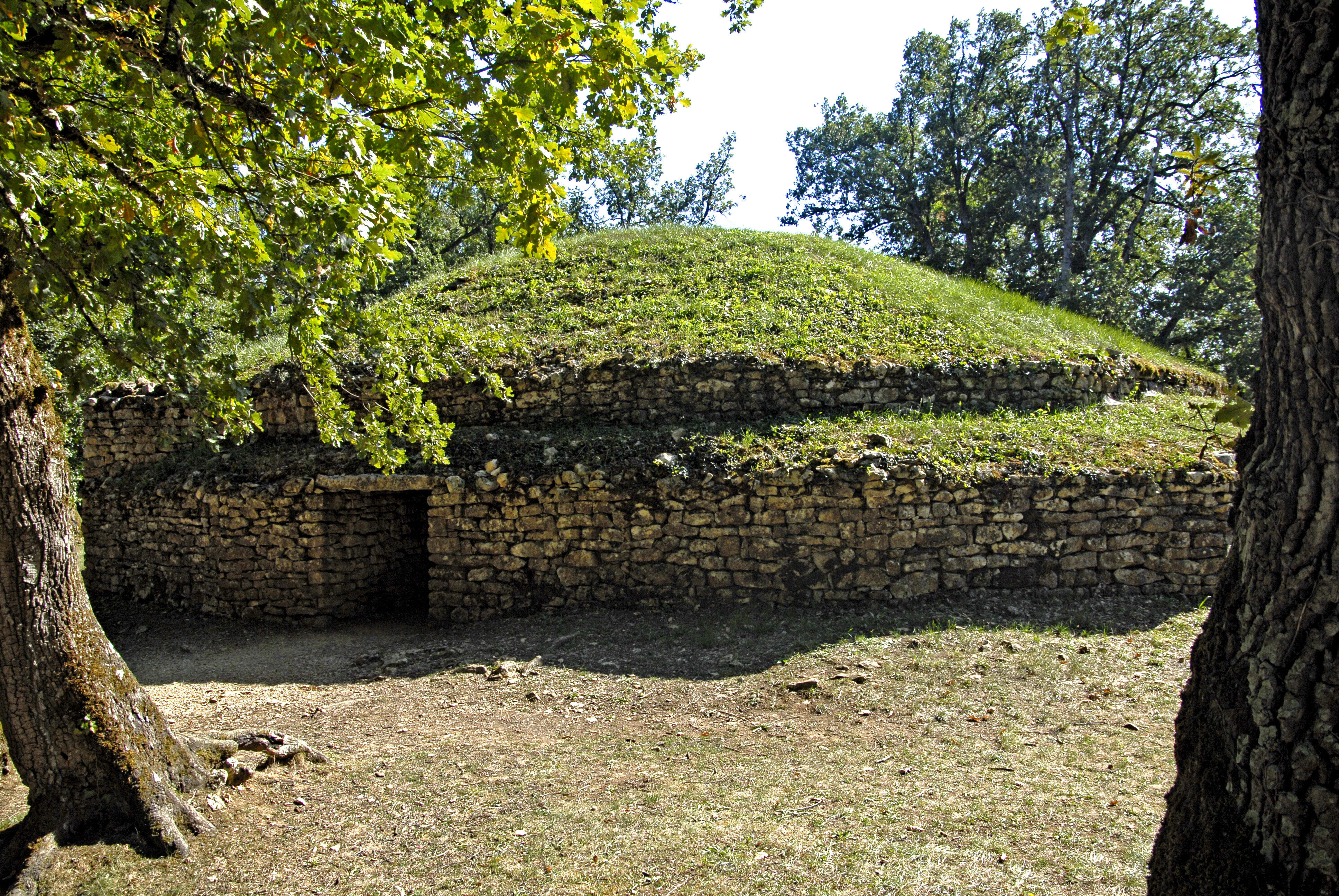
Kurhan E
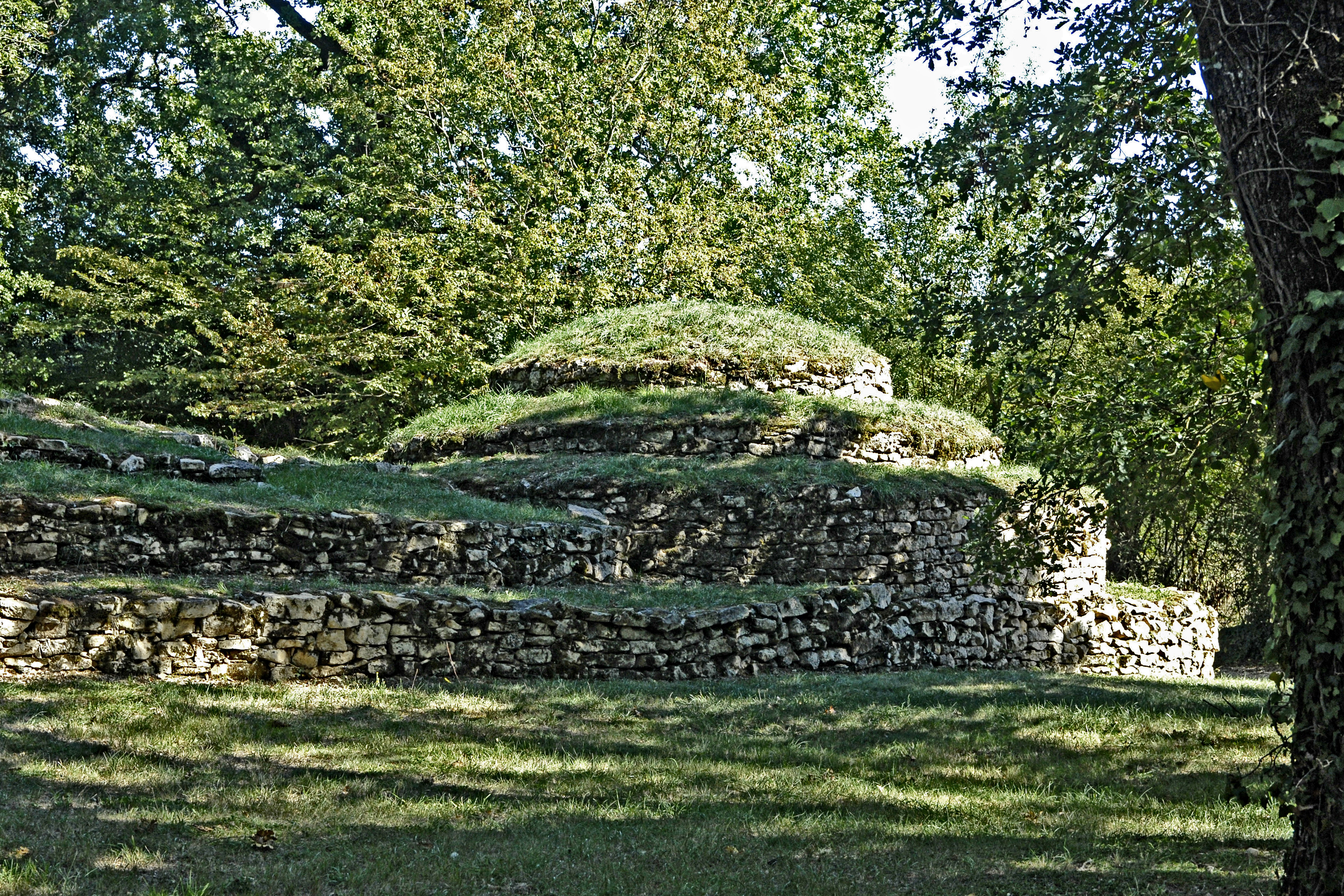
Kurhan F